# Шибилгинське сільське поселення
Шибилги́нське сільське поселення (рос. Шибылгинское сельское поселение) — муніципальне утворення у складі Канаського району Чувашії, Росія. Адміністративний центр — село Шибилгі.

## Населення
Населення — 1009 осіб (2019, 1125 у 2010, 1132 у 2002).

## Склад
До складу поселення входять такі населені пункти:
| Населений пункт          | Населення, осіб (2002) | Населення, осіб (2010) |
| ------------------------ | ---------------------- | ---------------------- |
| Дмитрієвка, присілок     | 9                      | 30                     |
| Мала Андрієвка, присілок | 160                    | 154                    |
| Матькаси, присілок       | 38                     | 27                     |
| Нові Пінери, присілок    | 159                    | 130                    |
| Шибилгі, село            | 766                    | 784                    |